# Theano-Briefe
Als Briefe der Theano wurden insgesamt sieben Briefe überliefert, die einige Fragen zur Autorenschaft aufwerfen. Eine Pythagoreerin namens Theano könnte ins 4. Jahrhundert v. Chr. eingeordnet werden und diese wäre zu unterscheiden von der bekannten Theano von Kroton aus dem 6./5. Jahrhundert v. Chr. Als Lehrbrief-Schreiberinnen sind des Weiteren Myia und Melissa mit jeweils einem überlieferten Brief bekannt, die ebenso wie eine von manchen rekonstruierte Theano (II.) ohne gesicherte Datenbasis einem Kreis später Pythagoreerinnen des 4. Jahrhunderts v. Chr. zugeordnet wurden. Allerdings werden die zugrunde gelegten Texte ins 1. Jahrhundert v. Chr. bis ins 2. Jahrhundert n. Chr. datiert. Zudem ist ungeklärt, ob eine Autorin oder ein Autor hinter den Texten zu erkennen ist.

## Unter Theanos Namen überlieferte Lehrbriefe
Von den sieben Briefen können drei als pythagoreische Lehrbriefe in dorischem Dialekt und vier als persönliche Briefe einer anderen Autorin unterschieden werden. Gilles Ménage wies 1690 auf die Publikation der Briefe 1–3 in der französischen Ausgabe des Diogenes Laertios von Henri Estienne hin und nennt die von Lukas Holste 1630 bekannt gemachten Briefe 4–7, die dieser in einem Codex der Vatikanischen Bibliothek (Codex Vaticanus Graecus 578 aus dem 16. Jahrhundert) gefunden hatte. Während die Briefe 4–7 aus dem 5.–7. Jahrhundert stammen, sind die Briefe 1–3 in das 1. Jahrhundert v. Chr. bis ins 1./2. Jahrhundert n. Chr. zu datieren.
Die Briefe der Theano sind:
1. Brief an Eubula
2. Brief an Nikostrate
3. Brief an Kallisto
Die „unechten“ Theano-Briefe sind:
4. Brief an Eukleides
5. Brief an Eurydike
6. Brief an Rhodope
7. Brief an Timonides
Im Gegensatz zu den Briefen der Melissa und der Myia, die immer in Kombination mit den drei Theano-Briefen in den Codices überliefert werden – 17 mal vorangestellt, 3 mal angehängt –, sind die Theano-Briefe in 6 Codices isoliert erhalten. Der älteste der Codices ist in das 12. bis frühe 14. Jahrhundert zu datieren. Darüber hinaus enthält die Rückseite des Papyrus Hauniensis II 13 aus dem 3. Jahrhundert den Anfang des Briefes an Eubula, wobei die Handschrift selbst ins 4. Jahrhundert datiert wird. Es handelt sich um das ältestene erhaltene Zeugnis der Briefe und ist im Griechisch der Koine geschrieben.
Im ersten Lehrbrief „Theano an Eubula“ geht es um die besonnene Erziehung des Kindes, das nicht verwöhnt werden sollte, damit weder Seele noch Körper genusssüchtig werden. „Grundannahme ist, dass die Erziehung des Kleinkindes sich auf das gesamte Leben auswirken wird. […] Die Grundlagen zur Tugendhaftigkeit, im Menschen angelegt, müssen im Kinde durch Erziehung ausgebildet werden.“
Der zweite Lehrbrief „Theano an Nikostrate“ setzt sich vor allem mit Eifersucht auseinander. Das Fremdgehen eines Mannes sollte von der Frau ertragen werden, dann ist letztlich sie die moralisch stärkere Person in der Ehe.
Der dritte Lehrbrief „Theano an Kallisto“ widmet sich der Personal- und Haushaltsführung und richtet sich vor allem an junge Frauen. Die Besonnenheit und die Erfahrung der Älteren zeigen uns den rechten Weg und das richtige Maß zum Umgang mit Sklaven, denn sowohl Belobigung als auch Bestrafung, Über- und Unterforderung schaden der Harmonie im Haus. Die Ratschläge in den drei Lehrbriefen der Theano (II) füllen sich mit praktischen Anweisungen, Basis ist jedoch immer die Vernunft des Menschen. „Das implizierte Menschenbild geht von der Dreiteilung in Körper, Geist und Seele aus. Bedeutsam ist die Vernunft, die Körper und Seele beherrschen sollte.“ Theano meint die vernünftige Liebe, nicht die leidenschaftlich-emotionale, die nur kurz währt, die verführt und das Leben verfehlt. Die Lehrbriefe lassen sich in die pythagoreische Ethik einordnen.
Die Briefe 1–3 wurden erstmals in Iris. Vierteljahresschrift für Frauenzimmer (1774–1778) in deutscher Übersetzung abgedruckt, zwanzig Jahre später nochmals von Wieland im Historischen Calender für Damen für das Jahr 1790.

### Griechischer Text mit deutscher Übersetzung
- Kai Brodersen (Hrsg.): Theano. Briefe einer antiken Philosophin. Reclam, Stuttgart 2010.
- Alfons Städele: Die Briefe des Pythagoras und der Pythagoreer (= Beiträge zur klassischen Philologie. Band 115). Hain, Meisenheim am Glan 1980 (kritische Textedition).

### Lexika
- Michael Frede: Theano (3). In: Der Neue Pauly (DNP). Band 12/1, Metzler, Stuttgart 2002, ISBN 3-476-01482-7, Sp. 253–254 (Digitalisat).
- Ursula I. Meyer, Heidemarie Bennent-Vahle (Hrsg.): Philosophinnen-Lexikon. Erweiterte Neuauflage. Ein-Fach-Verlag, Leipzig 1997.

### Überblicksdarstellungen
- Annette B. Huizenga: Moral Education for Women in the Pastoral and Pythagorean Letters. Brill, Boston 2013, ISBN 978-90-04-24499-3, bes. S. 96–115.
- Maria Nühlen: Philosophinnen der griechischen Antike. Eine Spurensuche. Springer, Wiesbaden 2021, S. 211–219.
- Ian Michael Plant (Hrsg.): Women Writers of Ancient Greece and Rome. An Anthology. Equinox, London 2004, S. 68–75.
- Sarah B. Pomeroy: Pythagorean Women. Their History and Writings. The Johns Hopkins University Press, Baltimore 2013.
- Mary Ellen Waithe, Vicki Lynn Harper: Theano II and Perictone II. In: Mary Ellen Waithe (Hrsg.): Ancient Women Philosophers 600 B.C. – 500 A.D. (= A History of Women Philosophers, 1). Martinus Nijhof Publishers, Dordrecht/Boston/Lancaster 1987, S. 41–54.

### Ältere Rezeptionsgeschichte
- Briefe der Theano an junge Frauen. In: Iris. Vierteljahresschrift für Frauenzimmer. 6. Band. Berlin 1776, S. 297–317 (Digitalisat).
- Gilles Ménage: Historia mulierum philosopharum. 1690; französisch: Histoire des femmes philosophes. Paris 2003; deutsch: Geschichte der Philosophinnen. Herausgegeben von Christian Kaiser und Sandra Plastina Ricklin. Hamburg 2019.
- Christoph Martin Wieland: Historischer Calender für Damen für das Jahr 1790, von Archenholtz und Wieland. Göschen, Leipzig 1790, S. 191–247. (Digitalisat)
- Josef Calasanz Poestion: Griechische Philosophinnen. Zur Geschichte des weiblichen Geschlechtes. Zweite Auflage. Fischer, Bremen 1882, S. 79–92 (Digitalisat).